# Embedded Java

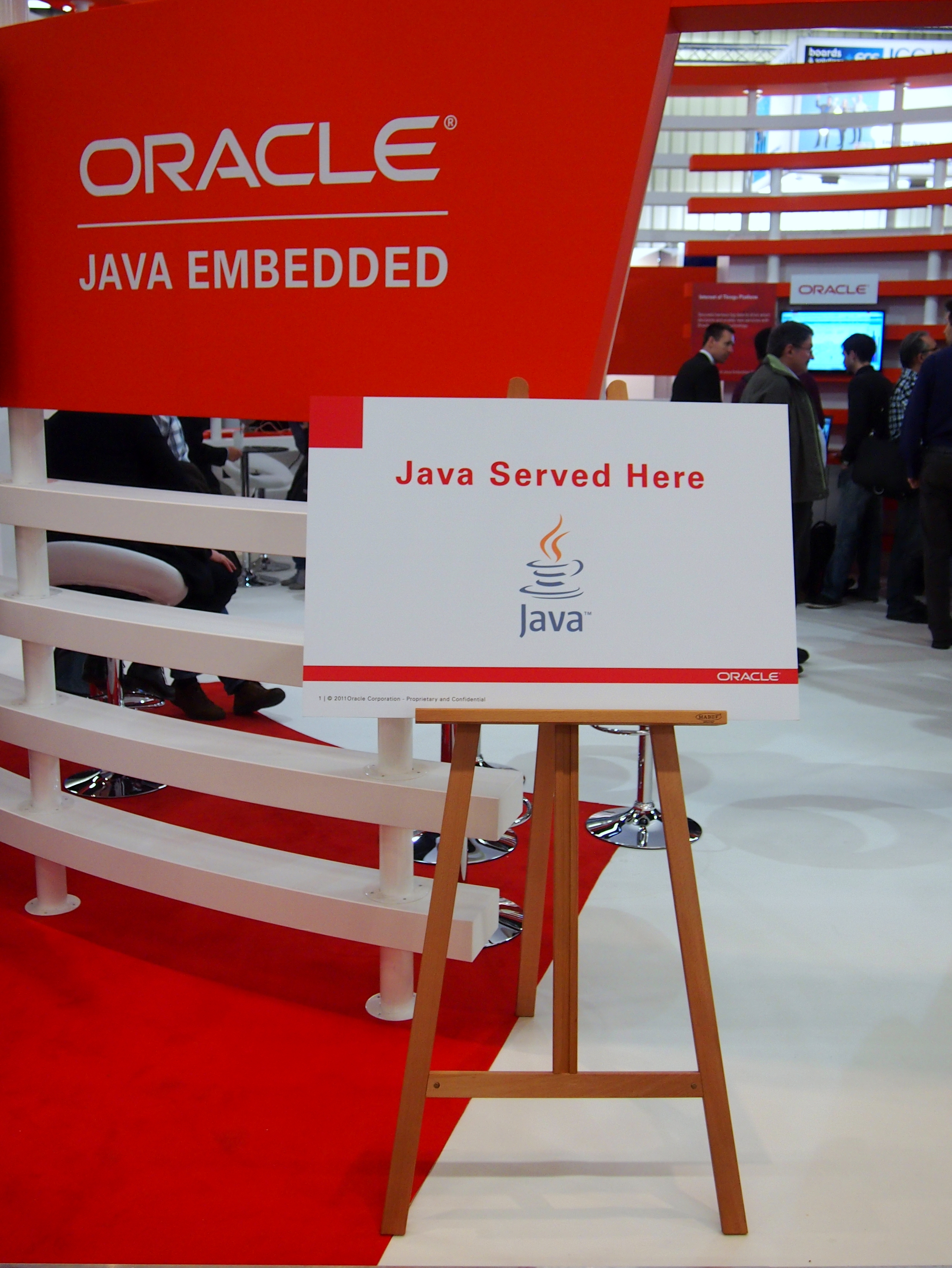
Embedded Java-Stand auf der Embedded World 2014

Embedded Java ist in der Informatik eine auf den Einsatz in eingebetteten Umgebungen zugeschnittene Distribution der Java-Laufzeitumgebung. Mit Java 8 wurden hierfür sog. kompakte Profile (Compact Profiles: unterstützt werden „compact1“, „compact2“ und „compact3“) eingeführt, die eine mehr oder weniger umfangreiche Teilmenge des Java-API zur Verfügung stellen. Java 9 erlaubt darüber hinaus durch Modularisierung die Erstellung einer reduzierten, angepassten Java-Laufzeitumgebung.

## Historie
Java wurde ursprünglich für den Einsatz in eingebetteten Umgebungen konzipiert. In den 90er Jahren waren dies Internet-Browser, Settop-Boxen und Mobiltelefone der zweiten Generation. Seit Ende der 90er Jahre setzte sich Java jedoch vorwiegend für den Einsatz im Serverbetrieb durch. Für eingebettete Lösungen war eine  optimierten Form der Java Virtual Machine, die Java Micro Edition (J2ME), vorgesehen.
Aktuelle eingebettete Lösungen auf Java-Basis basieren auf der Java Standard Edition und kommen vorwiegend in Geräteklassen mit 32-bit-CPUs, 500+ MHz und 128+ MB Speicher zum Einsatz. Ein entsprechendes Gerät hätte in den 90er Jahren als Industrie-PC gegolten.

## Hintergrund
Für eingebettete Lösungen ist eine Betriebssystem-/Laufzeitumgebung mit folgenden Eigenschaften notwendig:
- berechenbares Laufzeitverhalten und große Zuverlässigkeit (meist durch Einsatz eines RTOS)
- hohe Stabilität und Verfügbarkeit der Gesamtlösung über lange Zeiträume ohne Neustart des Systems
- Wiederverwendbarkeit von Komponenten (meist durch Einsatz einer entsprechenden Programmiersprache)
- größtmögliche Portabilität der Software-Komponenten
- Möglichkeit der Vorentwicklung auf herkömmlichen PCs (meist über Simulation)
- Debugging-Schnittstellen auf dem Target

## Java-Einsatz
Die Programmiersprache Java besitzt in der von Enterprise-Lösungen (J2EE) oder dem Desktop (J2SE) her bekannten Grundform eigentlich nicht die hierfür notwendigen ressourcenschonenden Eigenschaften. Allerdings existieren hochoptimierte JVMs anderer Anbieter, die speziell für eingebettete Systeme in Hinblick auf Speicher- und Rechenzeitanforderungen optimiert wurden (J2ME).
Dadurch, dass jedoch weiterhin die entsprechenden Applikationen auch auf dem Desktop entwickelt werden können, wird das Prototyping vereinfacht und somit eine kürzere Time-to-Market, d. h. schnellere Markteinführung, innovativer Produktideen begünstigt.
Hierbei wird oftmals die Kombination Java und OSGi verwendet, um eine dynamische Laufzeitumgebung mit service-orientierter Ausrichtung zu schaffen. Diese kann mit nativen Anwendungen zusammen eingesetzt werden.

## Beispiele
Beispiele für Embedded-Java-Anwendungen, ohne OSGi-Einsatz, sind:
- Kompakte Mobiltelefone der zweiten Generation (ca. 1998–2010), die fast alle in der Lage sind, CLDC-basierte Java-Anwendungen auf MIDP (MIDlet)-Basis auszuführen
- NanoVM - Java für Atmel AVR, siehe auch www.mikrocontroller.net